# Павичевич, Саво
Са́во Пави́чевич (черног. Саво Павићевић / Savo Pavićević; 11 декабря 1980, Кикинда, СФРЮ) — черногорский футболист, защитник.

## Клубная карьера
Свою карьеру Саво начинал в клубе «Ньегош» в 1996 году. В 1999 году перешёл в «Хайдук» из Кулы, за который выступал до 2008 года. Из «Хайдука» трижды отправлялся в аренду: в «Бачку», «Текстилац» и «Ньегош». В 2008 году Павичевич перешёл в «Войводину», однако сыграв за клуб лишь 11 матчей, уехал за границу в немецкий «Энерги» за который выступал в сезоне 2008/09. В 2009 году Саво перешёл в греческий клуб «Кавала», за который отыграл один сезон. С 2010 года Павичевич выступал за «Маккаби» из Тель-Авива. В июне 2012 года Саво подписал контракт с кипрским клубом «Омония» из Никосии.

## Международная карьера
В национальной сборной дебютировал 24 марта 2007 года в товарищеском матче против Венгрии. Вместе с Симоном Вукчевичем Павичевич является рекордсменом сборной по количеству проведённых матчей (по 23).
| Матчи и голы Павичевича за сборную Черногории | Матчи и голы Павичевича за сборную Черногории | Матчи и голы Павичевича за сборную Черногории | Матчи и голы Павичевича за сборную Черногории | Матчи и голы Павичевича за сборную Черногории | Матчи и голы Павичевича за сборную Черногории     |
| №                                             | Дата                                          | Оппонент                                      | Счёт                                          | Голы Павичевича                               | Соревнование                                      |
| --------------------------------------------- | --------------------------------------------- | --------------------------------------------- | --------------------------------------------- | --------------------------------------------- | ------------------------------------------------- |
| 1                                             | 24 марта 2007                                 | Венгрия                                       | 2:1                                           | -                                             | Товарищеский матч                                 |
| 2                                             | 1 июня 2007                                   | Япония                                        | 0:2                                           | −                                             | Товарищеский матч                                 |
| 3                                             | 22 августа 2007                               | Словения                                      | 1:1                                           | −                                             | Товарищеский матч                                 |
| 4                                             | 12 сентября 2007                              | Швеция                                        | 1:2                                           | −                                             | Товарищеский матч                                 |
| 5                                             | 17 октября 2007                               | Эстония                                       | 1:0                                           | −                                             | Товарищеский матч                                 |
| 6                                             | 26 марта 2008                                 | Норвегия                                      | 3:1                                           | −                                             | Товарищеский матч                                 |
| 7                                             | 27 мая 2008                                   | Казахстан                                     | 3:0                                           | -                                             | Товарищеский матч                                 |
| 8                                             | 31 мая 2008                                   | Румыния                                       | 0:3                                           | −                                             | Товарищеский матч                                 |
| 9                                             | 6 сентября 2008                               | Болгария                                      | 2:2                                           | −                                             | Отборочный матч чемпионата мира по футболу 2010   |
| 10                                            | 10 сентября 2008                              | Ирландия                                      | 0:0                                           | −                                             | Отборочный матч чемпионата мира по футболу 2010   |
| 11                                            | 15 октября 2008                               | Италия                                        | 1:2                                           | −                                             | Отборочный матч чемпионата мира по футболу 2010   |
| 12                                            | 19 ноября 2008                                | Македония                                     | 2:1                                           | −                                             | Товарищеский матч                                 |
| 13                                            | 28 марта 2009                                 | Италия                                        | 0:2                                           | −                                             | Отборочный матч чемпионата мира по футболу 2010   |
| 14                                            | 6 июня 2009                                   | Кипр                                          | 2:2                                           | −                                             | Отборочный матч чемпионата мира по футболу 2010   |
| 15                                            | 12 августа 2009                               | Уэльс                                         | 2:1                                           | −                                             | Товарищеский матч                                 |
| 16                                            | 5 сентября 2009                               | Болгария                                      | 1:4                                           | −                                             | Отборочный матч чемпионата мира по футболу 2010   |
| 17                                            | 9 сентября 2009                               | Кипр                                          | 1:1                                           | −                                             | Отборочный матч чемпионата мира по футболу 2010   |
| 18                                            | 18 ноября 2009                                | Беларусь                                      | 1:0                                           | −                                             | Товарищеский матч                                 |
| 19                                            | 25 мая 2010                                   | Албания                                       | 0:1                                           | −                                             | Товарищеский матч                                 |
| 20                                            | 29 мая 2010                                   | Норвегия                                      | 1:2                                           | −                                             | Товарищеский матч                                 |
| 21                                            | 11 августа 2010                               | Северная Ирландия                             | 2:0                                           | −                                             | Товарищеский матч                                 |
| 22                                            | 3 сентября 2010                               | Уэльс                                         | 1:0                                           | −                                             | Отборочный матч чемпионата Европы по футболу 2012 |
| 23                                            | 7 сентября 2010                               | Болгария                                      | 1:0                                           | −                                             | Отборочный матч чемпионата Европы по футболу 2012 |

Итого: 23 матча / 0 голов; 10 побед, 5 ничьих, 8 поражений.
(откорректировано по состоянию на 7 сентября 2010)

## Достижения
«Омония»
- Обладатель Суперкубка Кипра : 2012

«Црвена Звезда»
- Чемпион Сербии : 2013/14, 2015/16